# Các dân tộc Iran
Các dân tộc Iran  hay các dân tộc Iranic  là nhóm dân tộc ngôn ngữ Ấn-Âu đa dạng, được xác định theo việc sử dụng các ngôn ngữ Iran và các điểm tương đồng văn hóa khác.
Người Proto-Iran được cho là đã nổi lên như một nhánh riêng biệt của người Ấn-Iran ở Trung Á vào giữa thiên niên kỷ thứ 2 trước Công nguyên.
Ở đỉnh cao của sự mở rộng vào giữa thiên niên kỷ 1 trước Công nguyên, lãnh thổ của các dân tộc Iran trải dài trên toàn bộ Thảo nguyên Á-Âu từ Đồng bằng Hungary lớn ở phía tây đến Cao nguyên Ordos ở phía đông, đến Cao nguyên Iran ở phía nam.
Các đế quốc phía nam của người Iran Tây đã thống trị phần lớn thế giới cổ đại từ thế kỷ thứ 6 trước Công nguyên, để lại một di sản văn hóa quan trọng; và những người Iran Đông ở thảo nguyên đã đóng một vai trò quyết định trong sự phát triển của du mục Á-Âu và Con đường Tơ lụa.
Các dân tộc Iran cổ đại xuất hiện sau thiên niên kỷ 1 trước Công nguyên bao gồm Alans, Bactria, Dahae, Khwarezm, Massagetae, Medes, Parthia, Persia, Sagartia, Saka, Sarmatia, Scythia, Sogdia, và có thể cả Cimmeria, trong số các dân tộc nói tiếng Iran khác ở Tây Á, Trung Á, Đông Âu và Thảo nguyên Á-Âu.
Vào thiên niên kỷ 1 sau Công nguyên, khu vực định cư của họ, chủ yếu tập trung ở thảo nguyên và sa mạc thuộc Âu-Á, đã bị thu hẹp do các cuộc mở rộng của người Slav, người Đức, người Turk và người Mông Cổ, và nhiều người đã Slav hóa 
hoặc Thổ Nhĩ Kỳ hóa.
Các dân tộc Iran hiện đại bao gồm người Baloch, người Gilak, người Kurd, người Lurs, người Mazanderani, người Ossetia, người Pamiri, người Pashtun, người Persia, người Tajik, người Talysh, người Wakhi, người Yaghnobi và người Zaza.
Sự phân bố hiện tại của họ bao trùm trên Cao nguyên Iran, trải dài từ Kavkaz ở phía bắc đến Vịnh Ba Tư ở phía nam và từ Đông Thổ Nhĩ Kỳ ở phía tây đến Tây Tân Cương ở phía đông . Khu vực này đôi khi được gọi là "Lục địa Văn hóa Iran", đại diện cho mức độ của những người nói tiếng Iran và ảnh hưởng đáng kể của các dân tộc Iran thông qua phạm vi địa chính trị của Đại Iran.